# Hamarkameratene
L'Hamarkameratene, spesso abbreviato in HamKam è una squadra di calcio di Hamar, in Norvegia. Dal 2022 torna a militare in Eliteserien, massimo livello del campionato norvegese di calcio.
Fondato il 10 agosto del 1918 come Freidig Hamar, assunse la denominazione attuale nel 1946 dopo la fusione con l'Hamar Arbeideridrettslag. Il club raggiunse il maggior risultato di sempre nella stagione 1970, finendo al terzo posto dietro Strømsgodset e Rosenborg. Da allora, comunque, il club ha sempre militato nella serie principali norvegesi, non trovando mai una continuità.
Il Briskeby Arena, che ospita le partite interne, ha una capacità di 8 068 spettatori.

## Palmarès

### Competizioni nazionali
- 1. divisjon: 2

2003, 2021
- 2. divisjon: 2

2010 (Gruppo 4), 2017 (gruppo 1)

### Altri piazzamenti
- Campionato norvegese:

Terzo posto: 1970
- Coppa di Norvegia:

Semifinalista: 1969, 1970, 1971, 1973, 1987, 1989
- 1. divisjon:

Secondo posto: 2007
Terzo posto: 2001
- 2. divisjon:

Secondo posto: 2016 (gruppo 2)

## Organico

### Rosa 2024
Rosa aggiornata al 14 febbraio 2024.
| N. |                      | Ruolo | Calciatore              |
| -- | -------------------- | ----- | ----------------------- |
| 2  | Norvegia (bandiera)  | D     | Vegard Kongsro          |
| 4  | Norvegia (bandiera)  | D     | Halvor Opsahl           |
| 5  | Canada (bandiera)    | D     | Julian Dunn-Johnson     |
| 6  | Norvegia (bandiera)  | D     | John Olav Norheim       |
| 7  | Norvegia (bandiera)  | C     | Kristian Lønstad Onsrud |
| 8  | Danimarca (bandiera) | C     | Oliver Kjærgaard        |
| 10 | Norvegia (bandiera)  | A     | Moses Mawa              |
| 11 | Norvegia (bandiera)  | C     | Tore André Sørås        |
| 12 | Svezia (bandiera)    | P     | Marcus Sandberg         |
| 14 | Norvegia (bandiera)  | A     | Henrik Udahl            |
| 16 | Norvegia (bandiera)  | A     | Pål Alexander Kirkevold |

| N. |                           | Ruolo | Calciatore             |
| -- | ------------------------- | ----- | ---------------------- |
| 18 | Norvegia (bandiera)       | D     | Gard Simenstad         |
| 19 | Svezia (bandiera)         | C     | William Kurtović       |
| 20 | Norvegia (bandiera)       | A     | Julian Gonstad         |
| 21 | Islanda (bandiera)        | C     | Viðar Ari Jónsson      |
| 22 | Norvegia (bandiera)       | D     | Snorre Strand Nilsen   |
| 23 | Norvegia (bandiera)       | C     | Fredrik Sjølstad       |
| 24 | Norvegia (bandiera)       | C     | Arne Hopland Ødegård   |
| 25 | Norvegia (bandiera)       | C     | Jonas Dobloug Rasen    |
| 26 | Islanda (bandiera)        | D     | Brynjar Ingi Bjarnason |
| 28 | Norvegia (bandiera)       | P     | Petter Eichler Jensen  |
| 30 | Costa d'Avorio (bandiera) | C     | Archange Mondouo       |